# R Serpentis
Désignations
R Serpentis (en abrégé R Ser) est une étoile variable de type Mira de la constellation du Serpent. Sa magnitude apparente varie entre 5,1 et 14,4 et son type spectral entre M5IIIe et M9e, sur une période de 356 jours.